# المثقف
المثقف هي لعبة فيديو لغز لتشكيل الكلمات من قبل بوب كاب (شركة)، يقوم اللاعبون بتوصيل الحروف بكلمات النموذج. عند تشكيل الكلمات، تتم إزالتها من الشبكة وتنهار الأحرف المتبقية لملء المساحة المتاحة. يكسب اللاعبون المزيد من النقاط من خلال إنشاء كلمات أطول أو كلمات تستخدم حروفا أقل شيوعا وتكسب أقل للكلمات الأصغر.

## اللعب
تتطلب اللعبة من اللاعبين مطابقة الأحرف المجاورة لتكوين كلمة في اللغة الإنجليزية. كلما كانت الكلمات أطول كلما استحقت المزيد من النقاط ولديها فرصة أكبر في إنتاج مكافآت.
بالإضافة إلى الأحرف القياسية يمكن أن تظهر مربعات بألوان مختلفة اعتمادًا على كل من المستوى الحالي داخل اللعبة وطول الكلمات التي يتم تشكيلها. ألوان البلاط كالتالي:
- البلاط الأحمر المحترق - طوال اللعبة تظهر أحرف حمراء مشتعلة ويزداد التردد عند مستويات صعوبة أعلى. تتحرك هذه الأحرف تلقائيًا إلى أسفل وتنتقل من خلال الأحرف الموجودة أسفلها في العمود حتى تصل إلى أسفل الشبكة وتنهي اللعبة. في الوضع الكلاسيكي يحترقون مستوى واحدًا بعد كل دور وتنتهي اللعبة بمجرد وصول البلاط المحترق إلى الأسفل. في وضع العملية تظهر تلقائيًا ويحترق مستوى كل بضع ثوانٍ وإذا وصل البلاط المحترق إلى الأسفل يجب على اللاعب مسح المربع المحترق في غضون عشر ثوانٍ وإلا تنتهي اللعبة.
- البلاط الأخضر والبلاط الذهبي والبلاط الياقوتي ، والبلاط الماسي - تُمنح هذه البلاط للإشارة إلى المهارة في تشكيل كلمات أطول. يؤدي استخدام هذه المربعات في الكلمات اللاحقة إلى زيادة عدد النقاط التي تحصل عليها الكلمة. يستغرق حرق البلاط وقتًا أطول بشكل تدريجي للحرق خلال البلاط ذي القيمة الأعلى (يستغرق البلاط الأخضر دورتين ليحترق، بينما يستغرق البلاط الذهبي ثلاثة). تدخل المربعات الخضراء اللوحة من الأعلى، كما تفعل المربعات العادية الجديدة، بينما تحل عناوين المكافآت ذات القيمة الأعلى محل الأحرف العشوائية الموجودة بالفعل على اللوحة.

اللعبة وضعين. وضع "Classic" غير محدد التوقيت بينما يستخدم وضع "Action" مربعات محترقة تظهر بشكل عشوائي لإنشاء لعبة محدودة الوقت.
إذا نقر اللاعب على تعويذة اللعبة Lex الموجودة على جانب منطقة اللعب فسيتم خلط كل البلاط ومع ذلك، سيؤدي ذلك إلى اندفاع البلاط الأحمر.
يتم منح نقاط إضافية لكلمات المكافأة المعروضة في اللعبة كلمات المكافأة الإضافية التي تشكلت خلال لعبة واحدة تنتج قيم مكافآت متزايدة. في بعض الإصدارات، يمكن للمرء أيضًا جمع واستكمال «الكتب» التي هي مجموعات من الكلمات في فئة مماثلة. بمجرد أن يكمل المرء أول كلمة من هذه الكلمات في فئة معينة فإنه يفتح الكتاب ويعرض قائمة كاملة بالكلمات اللازمة لإكمال الكتاب والحصول على نقاط المكافأة.

## استقبال
قدم محررو Computer Gaming World جائزة Bookworm لعام 2003 «لعبة الألغاز للعام». لقد كتبوا، «إن الإنجاز النهائي لـ PopCap هو أخذ عناصر بسيطة يمكن لأي شخص تعلمها وتحويلها إلى هواجس محتدمة وساحقة. إنها ألعاب تجارية بميزانية تصل إلى 50 ضعفًا (مرحبًا، Deus Ex 2 !) في كثير من الأحيان لا يمكن أن تتطابق.» 

## روابط خارجية
- دودة الكتب في ألعاب PopCap
- تثير دودة الكتب في ألعاب Big Fish